# Florent Balmont
Florent Balmont (Sainte-Foy-lès-Lyon, Francia, 2 de febrero de 1980) es un exfutbolista francés que jugaba de centrocampista.
El 30 de abril de 2020, tras cancelarse lo que quedaba de temporada debido a la pandemia de enfermedad por coronavirus, anunció su retirada.

## Clubes
| Club                    | País    | Año       |
| ----------------------- | ------- | --------- |
| Olympique de Lyon       | Francia | 2002-2004 |
| Toulouse F. C. (cedido) | Francia | 2003-2004 |
| O. G. C. Niza           | Francia | 2004-2008 |
| Lille O. S. C.          | Francia | 2008-2016 |
| Dijon F. C. O.          | Francia | 2016-2020 |

## Palmarés

### Títulos nacionales
| Título               | Club              | País    | Año     |
| -------------------- | ----------------- | ------- | ------- |
| Ligue 1              | Olympique de Lyon | Francia | 2002-03 |
| Supercopa de Francia | Olympique de Lyon | Francia | 2004    |
| Copa de Francia      | Lille O. S. C.    | Francia | 2010-11 |
| Ligue 1              | Lille O. S. C.    | Francia | 2010-11 |